# Maretto
Maretto är en ort och kommun i provinsen Asti i regionen Piemonte i Italien. Kommunen hade 378 invånare (2018).